# 姿勢制御
姿勢制御（しせいせいぎょ、英語: Attitude control）とは姿勢を制御すること。姿勢とはなんらかの物体がいかなる方向を向いているか、ということであり、一般にベクトルの組などで表される。ロボットなどでも多用される語だが、以下ではもっぱら宇宙機のそれについて説明する。

## 概要
宇宙機の場合、観測機器を観測対象に向けたり、通信アンテナを正しい方向へ向けたり、軌道制御時の推進方向を精密に保つために、衛星や船体の全体の向きを制御する必要がある。また有人宇宙活動では人間の船内・船外活動に支障をきたさないような制御が必要となる。
次のような制御ループによって姿勢制御が行われる。
1. センサによって現在の姿勢を把握する。
2. 制御プログラムによって、現在の姿勢から目的の姿勢にどう移行させるかを決定する。
3. アクチュエータによって、姿勢を変える。1に戻る。

## 航空機の姿勢制御
航空機の姿勢は、3つの方向で安定する。上下に走る軸を中心に、ヨーイングは機首を左または右に動かす。翼から翼へと走る軸を中心に、ピッチは機首を上下に動かす。横転、機首から尾まで伸びる軸を中心に回転する。昇降舵（水平尾翼のフラップを動かす）はピッチを生み出し、垂直尾翼の舵はヨーを生み出し、補助翼（反対方向に動く翼のフラップ）はロールを生み出す。

## 宇宙機の姿勢制御
宇宙機の姿勢制御には次のような方式がある。

### スピン安定方式
スピン安定方式は、主な姿勢制御を1軸方向で機体を回転させることでジャイロ効果（ジャイロ剛性）によりぶれを防ぐ方式である。機体全体を1軸で回転させる「単一スピン安定方式」が基本であるが、アンテナやセンサなどを回転させたくない用途では、宇宙機本体とは逆回転させることで実質は回転させない「二重スピン安定方式」もある。いずれも潮汐力安定化のような方法で、残る2軸を安定化させることが一般的である。

### 3軸安定方式
3軸安定方式は直交する3つの軸に対して安定させる方式である。

#### バイアスモーメンタム方式
3軸安定方式でもバイアスモーメンタム方式は、1軸方向のみ大きなモーメンタム・ホイールを内蔵し高速回転させることで、機体全体を回転させることなく1軸でのジャイロ剛性を得る。この方式では残る2軸、または3軸全ては別の姿勢制御が必要になる。

#### ゼロモーメンタム方式
ゼロモーメンタム方式は3軸、または冗長性を得るために4軸といった方向のリアクション・ホイールを内蔵することで、姿勢制御を行う。

## センサ
ジャイロスコープ
外部を観測せずに3次元の回転を検出する機器。以前は回転する円盤を持った機械式のジャイロスコープを使っていたが、今ではミラー式を経て、光ファイバーを使った光学式のレーザー・リング・ジャイロスコープもある。これらはサニャック効果を利用している。ジャイロスコープは回転変化を検出するだけであるため、初期の方向を設定する必要がある。ジャイロスコープは徐々に誤差が拡大してくため、時折修正する手段が必要である。正しい姿勢を把握できる時間はせいぜい10時間以内とされている。
Horizon sensor（地平線検出器、地球センサ）
地球の大気のフチ、すなわち地平線からの光を検出する光学装置。走査型と凝視型がある。地球の夜側であっても使える赤外線方式のものが多い。2つの直交軸について、地球との関係で姿勢（向き）を知ることができる。恒星の観測に基づくセンサ（星センサ）よりは精度は落ちる。
Orbital Gyrocompassing（軌道ジャイロコンパス）
軌道ジャイロコンパスは、地平線検出器の補完に使われる。地平線検出器で地球の中心方向を定め、ジャイロで地球の回転軸（北極方向）を求める。従って、地平線検出器が横揺れ（roll）や縦揺れ（pitch）方向の誤差を検出し、ジャイロで偏揺れ（yaw）方向の誤差を検出する。
Sun sensor（太陽センサ）
太陽の方向を測る機器。太陽電池と日よけからなる単純な構造もあれば、方向の制御が可能な望遠鏡のような複雑な構造のものもあり、これらはミッション要求に応じて選ばれる。
Star tracker（恒星追跡器、星センサ、スター・トラッカー）
太陽を除く複数の恒星の方向を測る光学機器。光電セルや半導体カメラを使って恒星の位置を測定する自動化された天測航法と言える。一般に姿勢を知るために使われる明るい恒星は57個存在する。最もよく使われるのはシリウスである。しかし、より複雑なミッションでは星のデータベース（高精度な星のカタログ）を使って衛星の姿勢を識別する。恒星追跡器は高感度でなければならず、後述するスラスターが噴射するガスによって太陽の光が反射されると、恒星を見失うことがある。
スペースシャトルの場合は、ジャイロスコープを内蔵した慣性航法装置と、スター・トラッカーを使って、軌道上の位置と姿勢を把握している。
Magnetometer（磁気センサ、磁力計）
磁力計は、地球の磁場の強さと方向を測定する機器で、軌道上に搭載された（または地上の航法コンピュータ）メモリの地磁気マップと比較する事で軌道上の位置を知ることが出来る。軌道上の位置がわかれば、宇宙機の姿勢も推測することができる。

## 制御プログラム
制御プログラムは、センサ類のデータから目標姿勢に必要なトルクを求め、アクチュエータを制御する。このアルゴリズムは、単純なフィードバック・ループ制御からフィードフォワードループ制御、複雑な非線型制御まで様々である。

## アクチュエータ
スラスタ
姿勢制御スラスタは、宇宙機の姿勢を制御する姿勢制御システム (RCS; Reaction Control System) として最も代表的なものであり、3軸の安定を図るものが一般的である。一液式ロケットであることが多く、加圧タンク内の液体をバルブで調節し、ノズルからガス状に噴射する時の反動を得る簡単な機構のものから、加圧タンク内の燃料を触媒に吹き付けて分解反応させてノズルから噴射する時の反動を得る機構のものがある。ニ液式ロケットでは燃料と酸化剤をそれぞれ加圧タンクに納めておき、少量ずつを混合して反応させノズルから噴射するある程度複雑なものがある。姿勢制御スラスタは、軌道制御にも用いられることがある。
姿勢制御システムの燃費は、スラスタの排気速度と最小トルクインパルスの大きさに依存する。得られるトルクを最大化するために、ノズルは可能な限り重心から離れた位置に取り付けられる。機体の回転を低減させるには、そのトルクと同程度のトルクを逆方向にかける必要がある。ある方向にスラスタを噴射した場合、誤差に対応するために、数十秒後に逆方向にスラスタを噴射する必要がある。タンクの残存圧力やバルブ動作、反応度といった要素が発生推力を左右するため、誤差も比較的大きい。噴射によって搭載推進剤を消費するため、使用は計画的に行われる。姿勢制御スラスタは得られるトルクが比較的大きいが精度は低く、何より推進剤の搭載量に限りがあるため、長所／短所を補完しあえる他の姿勢制御装置と併用されることが多い。
スピンテーブル
スピン安定方式を実現するために、衛星打ち上げロケットから衛星を切り離す時など、スピンテーブルを使って宇宙機全体を1軸を中心に回転させて切り離す。最終的な軌道に乗った後は、この回転は何らかの手段で停止させる（3軸制御衛星の場合）こともあるし、そのまま回転し続ける（スピン衛星の場合）こともある。回転したままにする人工衛星は、それほど高いポインティング精度を必要とせず、かつ回転軸を大きく変更する必要が無い場合に限られる。また、観測機器で天体や地表や大気を走査するミッションの場合、回転したままにしておくことがある。
モーメンタムホイール
電気モーターと一体となった「モーメンタムホイール」と呼ばれる円盤を高速回転させることで、外乱で生じるモーメントをジャイロ効果（ジャイロ剛性）で打ち消す仕組みである。モーメンタムホイールの軸受けは真空での長期間動作のために磁気軸受が使われる事が多い。
リアクション・ホイール

コントロール・モーメント・ジャイロスコープ（CMG）
コントロール・モーメント・ジャイロは、ジンバル上に設置され一定速度で回転するローターを使って姿勢を制御する装置である。CMG はジャイロの回転軸に直角な2軸方向のモーメント制御を行うものであり、モーメンタムホイールではジャイロ効果によって慣性モーメントを増すことで外乱による機体の回転運動を抑制するのとは逆に、CMGでは積極的にローターの回転軸を傾けてジャイロ効果を用いてモーメントを調節する。CMGによるトルクは大きく、モーメンタムホイールよりも大型の宇宙船に適している。直交する3軸の姿勢制御を行うには少なくとも2軸の回転装置が必要となる。大重量で故障しやすいことが問題である。このため、国際宇宙ステーションでは4台のCMGを装備して故障に備えている。米国では他にスカイラブでの使用例がある。ロシアはジャイロダインと呼んでいたがミールで使用した。日本では太陽観測衛星ようこうに小型のCMGを搭載したのが初めての使用例であった。
太陽帆（ソーラーセイル）
太陽帆は太陽光が反射する際に生じる力（太陽輻射圧）を推進力に利用する機器であり、小型の太陽帆は姿勢制御や速度調整に使うこともできる。大量の推進剤を必要とするような何年にもわたる長いミッション期間が求められる宇宙機の場合、燃料消費を抑える目的で使われる。マリナー10号はかつて太陽パネルとアンテナを小型太陽帆として使用したことがある。その他、最近では一部の静止衛星の姿勢制御にも使われている。2010年には展開型太陽帆の実験機IKAROSが上げられた。
重力勾配による安定（重力傾度安定方式 Gravity-gradient stabilization）
軌道上では、機体の1つの軸が他の2軸よりも長い場合、その長い軸が天体の質量の中心を指すような姿勢で自然に安定する。これが重力傾度安定であり、能動的な姿勢制御システムや燃料消費を必要としない。このようになる原因は潮汐力である。機体の上端は下端ほど重力を感じない。長軸が重力加速度の方向でない場合、復元トルクが働く。従って、何らかの制動方法がなければ、機体が振り子のように発振する可能性がある。人工衛星の2つの部分をテザーで結ぶ形態にして、制動トルクを増加させることがある。テザーを使う場合の問題点は、微小な星間物質であってもテザーを破損する恐れがある点である。
磁気トルカ（Magnetic torquers）
磁場が存在する空間では、電磁石や永久磁石を使ってトルクを発生させることができる。典型的な例として電気力学的テザー、磁気トルカがある。
完全に受動的な姿勢制御
重力傾度安定と磁場を使用した姿勢安定を組み合わせて利用することで、完全に受動的な姿勢制御システムを構築できる。機体はエネルギーが最小となる点を中心に発振することになるため、指向方向の精度には限界があるが、粘性ダンパ（内部にバッフルプレートを備えた推進剤タンクや小型の缶を利用可能）などの制動機構を備えれば克服可能である。